# 天主教蘇瓦松教區
天主教蘇瓦松教區（拉丁語：Dioecesis Suessionensis, Laudunensis et Sanquintinensi）是法國一個羅馬天主教教區。屬蘭斯總教區。
教區成立於3世紀末，首任見於文獻的主教出現於346年。1801年11月29日確定了教區的範圍，並併入了原拉昂教區大部份地區。1828年6月13日主教獲得拉昂主教的銜頭。1910年6月11日加銜聖昆坦。
教區位於埃納省。2010年有教友397,187人，佔轄區總人口72.5%。教區下轄四十三個堂區，有一百名司鐸。現任教區主教為埃爾韋·吉拉德。